# دانشگاه بوستون
دانشگاه بوستون (به انگلیسی: Boston University) یک دانشگاه تحقیقاتی خصوصی در بوستون واقع در ایالت ماساچوست آمریکا است که در سال ۱۸۳۹ میلادی بنیان‌نهاده شده‌است. این دانشگاه چهارمین دانشگاه بزرگ خصوصی آمریکا است.

## رتبه‌بندی
در رتبه‌بندی دانشگاهی کیواس در سال ۲۰۲۴، دانشگاه بوستون در رده ۹۳ دنیا قرار گرفته‌است. همچنین در رتبه‌بندی مؤسسه تایمز در سال ۲۰۲۴، این دانشگاه رتبه ۷۸ را در بین دانشگاه‌های جهان از آن خود کرده‌است. همچنین دوشیزه جهان ۲۰۱۲، اولیویا کالپو، فارغ التحصیل این دانشگاه بوده است.

## دانشکده‌ها
- دانشکده پزشکی
- دانشکده دندانپزشکی
- دانشکده آموزش
- دانشکده هنر
- دانشکده علوم و فنون
- دانشکده الهیات (به انگلیسی: School of Theology)
- دانشکده مدیریت
- دانشکده حقوق و علوم سیاسی
- دانشکده بهداشت
- دانشکده ارتباطات
- دانشکده مهندسی
- دانشکده امور اجتماعی (به انگلیسی: School of Social Work)

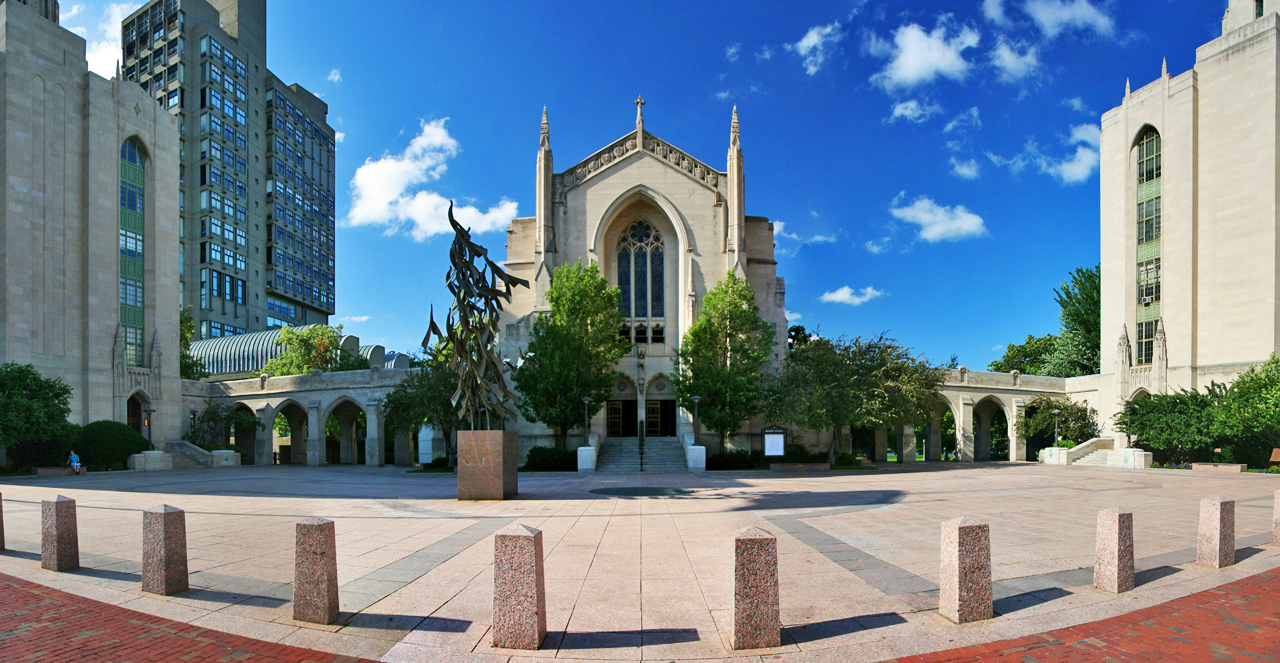
مارش پلازا و ساختمان‌های اطراف آن